# Isaiah Bowman

(von l. nach. r.) Secretary of State Cordell Hull, Dr. Isiah Bowman, President of the Johns Hopkins University, and Undersecretary of State Sumner Welles

Isaiah Bowman (* 26. Dezember 1878 in Waterloo, Ontario; † 6. Januar 1950 in Baltimore, Maryland) war ein amerikanischer Geograph kanadischer Herkunft. Er fungierte 20 Jahre als Direktor der American Geographical Society sowie 13 Jahre als Präsident der Johns Hopkins University. Zudem war er als langjähriger Berater der US-Regierung tätig und stand weiteren Fachgesellschaften bzw. Wissenschaftsräten vor. 

## Werdegang
Isaiah Bowman wurde 1878 im kanadischen Waterloo als Sohn eines Landwirts geboren, bevor er im Alter von nur wenigen Wochen mit seiner Familie auf eine Farm im St. Clair County des US-Bundesstaates Michigan zog. Dort wuchs Bowman auf und erhielt seine schulische Ausbildung, bevor er vier Jahre als Lehrer tätig war. Im Alter von 22 Jahren entschloss er sich zu einem Geographie-Studium, das er in den folgenden fünf Jahren am Ferris Institute, am State Normal College at Ypsilanti (heute Eastern Michigan University) sowie an der Harvard University, an der er zu den Schülern von William Morris Davis gehörte, absolvierte. Harvard verlieh Bowman im Jahre 1905 den Bachelor of Science, bevor er an die Yale University wechselte und dort 1909 mit einer Arbeit zur Physiogeographie der Anden („The Physiography of the Central Andes“) zum Ph.D. promoviert wurde. Anschließend fungierte er bis 1915 als Assistenzprofessor in Yale und unternahm während dieser Zeit drei Südamerika-Expeditionen, unter anderem an der Seite von Hiram Bingham.
1915 wurde Bowman zum ersten Direktor der American Geographical Society (AGS) ernannt, eine Position, die vom damaligen Präsidenten Archer Milton Huntington geschaffen wurde und in erster Linie für administrative Aufgaben vorgesehen war. Bowman leitete die Geschicke der AGS für die folgenden 20 Jahre, in denen er vor allem  ihren Ausbau als wissenschaftliche Organisation betrieb, so wurde beispielsweise das Journal der AGS umstrukturiert und fortan als Geographical Review veröffentlicht (zuvor „Bulletin of the American Geographical Society“). Parallel dazu war er mehrfach als Berater der US-Regierung tätig, beispielsweise bei der Pariser Friedenskonferenz 1919 sowie in den 1930er Jahren als Vorsitzender des National Research Council. Außerdem war er von 1931 bis 1932 Präsident der Association of American Geographers sowie von 1931 bis 1934 Präsident der Internationalen Geographischen Union.
1935 verließ Bowman die AGS und wurde als Nachfolger von Joseph Sweetman Ames zum fünften Präsidenten der Johns Hopkins University ernannt. Dort sorgte er in den folgenden Jahren dafür, dass sich die durch die Great Depression angespannte finanzielle Situation der Universität wieder stabilisierte. Zudem war er weiterhin als Regierungsberater tätig und nahm in dieser Funktion an der Konferenz von Dumbarton Oaks sowie der Konferenz von San Francisco teil. 1943 stand er der American Association for the Advancement of Science sowie 1944 als Nachfolger von Louis Charles Karpinski der History of Science Society vor, bevor er 1948 an der Johns Hopkins University emeritiert wurde. Sein Nachfolger als Präsident der Universität wurde Detlev Wulf Bronk.
Isaiah Bowman verstarb am 6. Januar 1950 in Baltimore im Alter von 71 Jahren.

## Wissenschaftliche Schwerpunkte
Bowmans Hauptaugenmerk galt zeit seines Lebens der Physischen Geographie der Vereinigten Staaten und Südamerikas, wobei während seiner drei Expeditionen vor allem die peruanischen Anden einen Schwerpunkt seiner Arbeit darstellten. Später befasste er sich – bedingt durch seine Beratertätigkeit für die US-Regierung – auch mit Politischer bzw. Humangeographie und veröffentlichte Beiträge zu Internationalen Beziehungen oder zu Fragen der Besiedlung. Zudem war er an der Herausgabe mehrerer Fachzeitschriften beteiligt.
Insgesamt veröffentlichte Bowman 17 Bücher und über 150 Fachartikel.

## Ehrungen
Bowman wurde 1916 in die American Academy of Arts and Sciences, 1923 in die American Philosophical Society sowie 1930 in die National Academy of Sciences gewählt. 1936 war er auf der Titelseite des TIME Magazine abgebildet. In Anerkennung seiner Verdienste um die Geographie erhielt er 1941 die Patron’s Medal der britischen Royal Geographical Society und 1945 die David Livingstone Centenary Medal der American Geographical Society. Zudem verlieh ihm die University of Oxford im Jahre 1948 die Ehrendoktorwürde. Nach ihm wurden die Bowman-Halbinsel, die Bowman-Küste, der Bowman-Gletscher sowie Bowman Island benannt, die allesamt in der Antarktis verortet sind. Ferner rief die AGS zu seinen Ehren die „Bowman Expeditions“ ins Leben.

## Antisemitismus
Bowman war Antisemit, was insbesondere während seiner Amtszeit als Präsident der Johns Hopkins University deutlich wurde. 1942 führte er an der Hochschule eine Quote ein, die den Anteil an jüdischen Studenten begrenzen sollte, und begründete dies unter anderem mit der Aussage, Juden kämen nicht nach Hopkins, um die Welt besser zu machen, sondern um Geld zu verdienen und eine nicht-jüdische Frau zu heiraten (Originalzitat: „Jews don’t come to Hopkins to make the world better or anything like that. They came for two things: to make money and to marry non-Jewish women.“). Zudem blockierte er die Einstellung bzw. den beruflichen Aufstieg jüdischer Wissenschaftler an der Universität, beispielsweise von James Franck, Simon Smith Kuznets, Tracy M. Sonneborn, Richard Hofstadter oder Eric F. Goldman (1916–1989).